# Lytocarpia calycifera
Lytocarpia calycifera is een hydroïdpoliep uit de familie Aglaopheniidae. De poliep komt uit het geslacht Lytocarpia. Lytocarpia calycifera werd in 1914 voor het eerst wetenschappelijk beschreven door Bale. 